# خیابان میرزا کوچک خان (تهران)

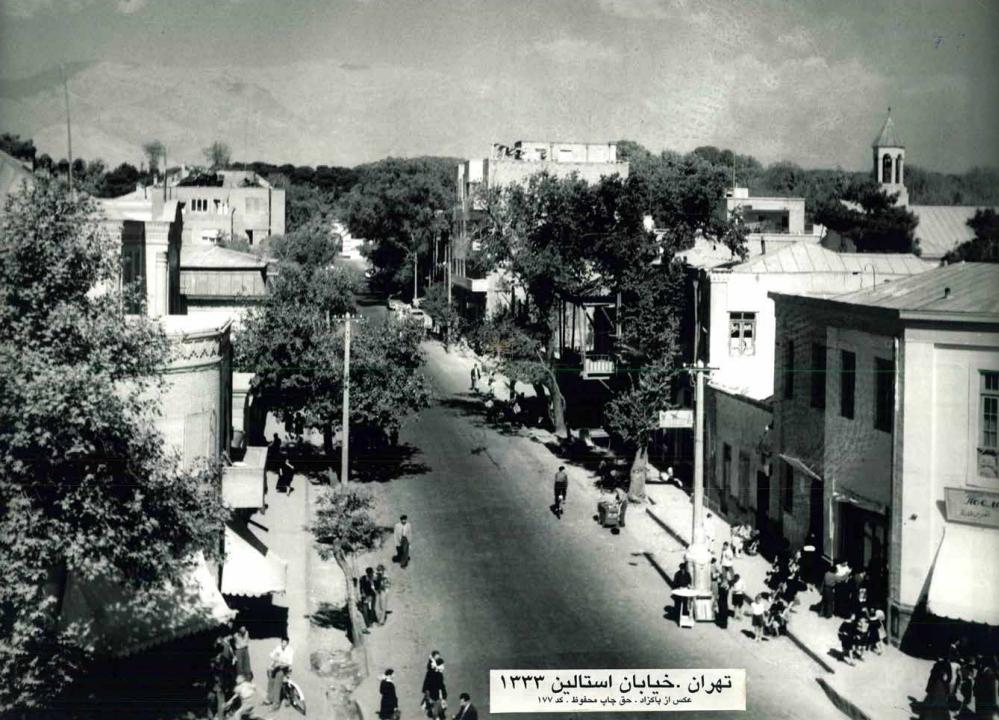
در سال ۱۳۳۳ خورشیدی

خیابان میرزا کوچک خان (خیابان استالین سابق) خیابانی است شمالی-جنوبی در مرکز تهران که حد فاصل خیابان‌های غربی-شرقی نوفل لوشاتو و جمهوری اسلامی قرار دارد. این خیابان در جنوب سفارت روسیه و در غرب سفارت بریتانیا واقع شده است. این خیابان در امتداد شمالی خیابان سی‌تیر واقع شده است.

## نامگذاری
در سال ۱۳۲۳ بعد از برگزاری کنفرانس تهران با حضور رهبران ۳ کشور آمریکا، انگلیس و شوروی، ۳ خیابان مهم تهران به نام رهبران این کشورها نامگذاری شد. خیابانی که این روزها به نام خیابان میرزا کوچک خان می‌شناسیم، از آن سال نام خیابان استالین را به خود گرفت.

## مکان‌های مهم در خیابان میرزا کوچک خان
- آتشکده آدریان: یکی از مهم‌ترین آثار ملی ایران و از جاهای دیدنی تهران است که در این خیابان قرار دارد. این آتشکده متعلق به جامعه زرتشتیان است و در برخی نقشه‌ها با نام مسجد زرتشتیان نیز ثبت شده است.[۳][۴]
- کلیسای مریم مقدس: این کلیسا مربوط به دوره پهلوی است و در خیابان میرزا کوچک خان واقع شده است. این اثر در تاریخ ۱۲ بهمن ۱۳۸۱ با شماره ثبت ۷۲۳۷ به‌عنوان یکی از آثار ملی ایران به ثبت رسیده است.[۵]
- موزه اسقف اعظم آرداک مانوکیان: این موزه در خیابان جمهوری، خیابان میرزا کوچک‌خان (در امتداد خیابان ۳۰ تیر)، شماره ۱۵، کلیسای مریم مقدس، ضلع شمال‌شرقی حیاط کلیسا قرار دارد.[۶]
- دبیرستان فیروزبهرام: مدرسه‌ای تاریخی در تهران است که ۹۳ سال پیش با حمایت بهرامجی بیکاجی تأسیس شد. این دبیرستان در فهرست آثار ملی ثبت و به‌عنوان دبیرستان ماندگار شناخته شده است.

## دسترسی و حمل‌ونقل
نزدیک‌ترین ایستگاه مترو به خیابان میرزا کوچک خان، ایستگاه فردوسی است که در فاصله حدوداً یک کیلومتری آن قرار دارد. همچنین، ایستگاه‌های اتوبوس متعددی در اطراف این خیابان وجود دارند که دسترسی به آن را آسان می‌کنند.